# 馬場夏音
馬場 夏音（ばば かのん、2009年6月19日 - ）は、日本の子役女優、タレント。東京都出身。 。ジュネス所属。

## 概要
2009年6月、東京都生まれ。
特技、英語（英検準二級）・ピアノ・算数・歌
「クイズ!あなたは小学5年生より賢いの?」の名物である「助っ人小学生」の5人の一人 語学堪能ガール かのんちゃんとして出演した。

## 出演

### CM
- こども英会話イーオンキッズTVCM【ロボットに負けない篇】
- こども英会話イーオンキッズTVCM【バンパーD】

### テレビ番組
- Eダンスアカデミー シーズン7（2019年4月 - 2020年3月27日、NHK Eテレ）7代目Eダンスキッズ - レギュラー
- クイズ!あなたは小学5年生より賢いの?（2020年4月3日 - 、日本テレビ系）- レギュラー[2][3][4]

### 雑誌
- 講談社MOOK「プリキュアファンブック」2016年3月号
- 学研「ディズニープリンセス らぶ＆きゅーと」2016年4月号
- 学研「ディズニープリンセス らぶ＆きゅーと」2016年6月号
- 小学館 たのしい幼稚園 プリキュアタイアップ 2016年11月号
- 書籍「ヴィジュアルサウンドえほん 本物の音がきこえる　しごとば図鑑　テレビ局」

### その他
- Beams mini EC,web広告(秋冬)
- Beams kids EC, web広告(春夏)
- イトーヨーカドー・チラシ
- イトーヨーカドー 入学フォーマルPOP・WEB